# Xã Robinson, Quận Posey, Indiana
Xã Robinson (tiếng Anh: Robinson Township) là một xã thuộc quận Posey, tiểu bang Indiana, Hoa Kỳ. Năm 2010, dân số của xã này là 3.942 người.